# Leslie Cliff (Schwimmerin)
Leslie Cliff, nach Heirat Leslie Tindle, OC (* 11. März 1955 in Vancouver, British Columbia) ist eine ehemalige kanadische Schwimmerin. Sie gewann bei den Olympischen Spielen 1972 eine Silbermedaille, bei Panamerikanischen Spielen erkämpfte sie drei Gold- und zwei Silbermedaillen und bei Commonwealth Games erschwamm sie zwei Goldmedaillen.

## Karriere
Leslie Cliff begann ihre internationale Karriere bei den British Commonwealth Games 1970 in Edinburgh. Dort wurde sie Sechste über 400 Meter Freistil, Fünfte über 800 Meter Freistil und Achte über 200 Meter Rücken. Über 400 Meter Lagen erreichte sie nicht das Finale. Im Jahr darauf bei den Panamerikanischen Spielen 1971 in Cali trat Leslie Cliff in sechs Disziplinen an und gewann in fünf Disziplinen Medaillen. Sie siegte über 200 und 400 Meter Lagen sowie mit der 4-mal-100-Meter-Lagenstaffel mit Donna Gurr, Judy Wright und Angela Coughlan. Über 100 Meter Schmetterling erreichte sie den zweiten Platz hinter Deena Deardurff aus den Vereinigten Staaten. Ebenfalls Zweite wurde sie mit der 4-mal-100-Meter Freistilstaffel zusammen mit Donna Gurr, Dianne Gate und Angela Coughlan. Über 100 Meter Rücken belegte Cliff in Cali den vierten Platz.
1972 bei den Olympischen Spielen in München startete Cliff in sechs Disziplinen und erreichte fünfmal das Finale. In ihrem ersten Finale über 200 Meter Lagen belegte sie den fünften Platz mit 0,77 Sekunden Rückstand auf die Bronzemedaille. Die kanadische 4-mal-100-Meter-Freistilstaffel mit Wendy Cook, Judy Wright, Mary Beth Rondeau und Leslie Cliff schwamm auf den siebten Platz. Über 100 Meter Schmetterling schied Cliff in den Vorläufen aus, während ihre Mannschaftskameradin Marilyn Corson das Halbfinale erreichte. Kurz nach den Vorläufen über 100 Meter Schmetterling fanden die Vorläufe über 400 Meter Lagen statt, in denen Cliff mit der drittbesten Zeit das Finale erreichte. Im Endlauf abends am gleichen Tag siegte die Australierin Gail Neall mit 0,6 Sekunden Vorsprung vor Leslie Cliff, die ihrerseits 0,42 Sekunden Vorsprung auf die drittplatzierte Italienerin Novella Calligaris hatte. Die kanadische 4-mal-100-Meter-Lagenstaffel mit Wendy Cook, Sylvia Dockerill, Marilyn Corson und Leslie Cliff belegte den siebten Platz. Schließlich wurde Cliff noch Achte über 200 Meter Rücken, hier gewann Donna Gurr als beste Kanadierin die Bronzemedaille.
1973 fanden in Belgrad die ersten Weltmeisterschaften statt. Leslie Cliff trat erneut in sechs Disziplinen an. Über 100 und 200 Meter Freistil verpasste sie den Finaleinzug. Über 200 Meter Lagen belegte sie den sechsten Platz und über 400 Meter Lagen wurde sie Vierte. Ebenfalls Vierte wurde sie mit der 4-mal-100-Meter-Freistilstaffel. Zum Abschluss der Wettbewerbe wurde Cliff Achte über 800 Meter Freistil. Anfang 1974 bei den British Commonwealth Games 1974 in Christchurch belegte Cliff den sechsten Platz über 100 Meter Schmetterling und den vierten Platz über 200 Meter Schmetterling. Über 200 und 400 Meter Lagen gewann sie jeweils die Goldmedaille. 1975 beendete Cliff ihre internationale Karriere. Leslie Cliff trat in ihrer Karriere achtmal bei kanadischen Meisterschaften an, schwamm 52-mal im Finale und erhielt 14 Gold-, 9 Silber- und 10 Bronzemedaillen.
Cliff schwamm aber in den nächsten Jahren noch für die Arizona State University. Dort graduierte sie 1979. Sie arbeitete dann im Börsenhandel und war 1989 Mitgründerin einer Investmentfirma in Vancouver. Cliff heiratete einen Rechtsanwalt und ist Mutter zweier Kinder.

## Ehrungen
Leslie Cliff wurde nach ihren fünf Medaillen bei den Panamerikanischen Spielen 1971 als Officer in den Order of Canada aufgenommen. Seit 1984 ist sie Mitglied der Hall of Fame des kanadischen Sports. 1997 wurde sie dann auch mit der Aufnahme in die Canadian Olympic Hall of Fame geehrt.